# Money in the Bank (2018)
Money in the Bank (2018) – gala wrestlingu wyprodukowana przez federację WWE dla zawodników z brandów Raw i SmackDown. Odbyła się 17 czerwca 2018 w Allstate Arena w Rosemont w stanie Illinois. Emisja była przeprowadzana na żywo za pośrednictwem WWE Network oraz w systemie pay-per-view. Była to dziewiąta gala w chronologii cyklu WWE Money in the Bank.
Podczas gali odbyło się jedenaście pojedynków, w tym jeden podczas pre-show. Kontrakty Money in the Bank zdobyli Braun Strowman i Alexa Bliss. Ponadto Bliss wykorzystała kontrakt po walce Nii Jax z Rondą Rousey o WWE Raw Women’s Championship i zdobyła mistrzostwo. Oprócz tego AJ Styles pokonał Shinsuke Nakamurę w Last Man Standing matchu i obronił WWE Championship, Seth Rollins obronił WWE Intercontinental Championship w starciu z Eliasem, zaś Carmella z pomocą powracającego Jamesa Ellswortha pokonała Asukę o WWE SmackDown Women’s Championship.

## Produkcja
Money in the Bank oferowało walki profesjonalnego wrestlingu z udziałem wrestlerów należących do brandów Raw i SmackDown. Oskryptowane rywalizacje (storyline’y) były kreowane podczas cotygodniowych gal Raw i SmackDown Live. Wrestlerzy są przedstawieni jako heele (negatywni, źli zawodnicy i najczęściej wrogowie publiki) i face’owie (pozytywni, dobrzy i najczęściej ulubieńcy publiki), którzy rywalizują pomiędzy sobą w seriach walk mających budować napięcie. Kulminacją rywalizacji jest walka wrestlerska lub ich seria.

### Rywalizacje
Wedle tradycji gal Money in the Bank, podczas wydarzenia odbędzie się męski Money in the Bank ladder match o zawieszoną nad ringiem walizkę. W niej znajduje się kontrakt, który zwycięzca może wykorzystać do walki o WWE Championship lub WWE Universal Championship w dowolnym miejscu i czasie. Kontrakt może zostać wykorzystany do 12 miesięcy od dnia zdobycia walizki. W tegorocznej edycji wyznaczono czterech zawodników brandu Raw, a także czterech zawodników brandu SmackDown. 7 maja podczas odcinka tygodniówki Raw, Braun Strowman pokonał Kevina Owensa i jako pierwszy zakwalifikował się do starcia. W walce wieczoru Finn Bálor pokonał Romana Reignsa i Sami'ego Zayna w triple threat matchu i zakwalifikował się do pojedynku. Dobę później podczas odcinka SmackDown Live, The Miz i Rusev wygrali swoje walki z kolejno Jeffem Hardym i Danielem Bryanem, tym samym stając się kolejnymi potwierdzonymi uczestnikami. 14 maja podczas odcinka Raw odbyły się kolejne kwalifikacyjne walki, w których Bobby Roode pokonał Barona Corbina i No Way Josego, a także Owens (zastępujący kontuzjowanego Jindera Mahala) pokonał Bobby'ego Lashleya i Eliasa. 15 maja w odcinku SmackDown Live, Big E i Xavier Woods reprezentujący drużynę The New Day pokonali Cesaro i Sheamusa, dzięki czemu zespół The New Day będzie mógł wybrać przedstawiciela do udziału w Money in the Bank ladder matchu. Tydzień później podczas edycji SmackDown Live, Samoa Joe miał się zmierzyć z Big Cassem o ostatnie miejsce w ladder matchu, lecz Cass kilka dni wcześniej odniósł kontuzję. Daniel Bryan wygrał pojedynek z Jeffem Hardym, dzięki czemu wyznaczono jego pojedynek z Joe na przyszły tydzień. 29 maja przed rozpoczęciem pojedynku Bryana z Joe powrócił Big Cass, który został dołączony do ich pojedynku jako trzeci zawodnik; ostatecznie starcie i ostatnie miejsce w Money in the Bank ladder matchu zdobył Joe. Po walce Cass zaatakował Bryana. 2 czerwca ogłoszono, że Bryan i Cass zmierzą się w singlowej walce podczas gali Money in the Bank.
Federacja wyznaczyła również drugi w historii kobiecy Money in the Bank ladder match, dla czterech zawodniczek brandu Raw i czterech brandu SmackDown, którego zwyciężczyni będzie miała kontrakt na walkę o WWE Raw Women’s Championship lub WWE SmackDown Women’s Championship. 7 maja w odcinku Raw, Ember Moon pokonała Sashę Banks i Ruby Riott, dzięki czemu uzyskała miejsce w walce. Następnego dnia podczas epizodu SmackDown Live, Charlotte Flair zakwalifikowała się do pojedynku poprzez pokonanie Peyton Royce. 14 maja w odcinku Raw, Alexa Bliss zdołała pokonać Bayley i Mickie James, zaś dzień później na gali SmackDown Live, Becky Lynch pokonała Mandy Rose i Sonyę Deville. 21 maja podczas tygodniówki Raw, Natalya pokonała Sarah Logan, Liv Morgan i Danę Brooke w fatal 4-way matchu i zakwalifikowała się do pojedynku. Dwa kolejne miejsca w walce zajęły Lana i Naomi, które pokonały kolejno Billie Kay i Deville podczas odcinka SmackDown Live z 22 maja. Ostatnie miejsce w walce wywalczyła Sasha Banks, która pokonała Bayley, Danę Brooke, Mickie James, Sarah Logan, Liv Morgan i Ruby Riott w siedmioosobowym gauntlet matchu podczas odcinka Raw z 28 maja.
Na WrestleManii 34, AJ Styles pokonał Shinsuke Nakamurę i obronił WWE Championship. Po walce Nakamura wykonał Stylesowi cios w krocze, przez co stał się antagonistą. Dwójka zawalczyła ze sobą również podczas gal Greatest Royal Rumble i Backlash, jednakże nie wyłoniono w nich zwycięzcy. 14 maja, komisarz brandu SmackDown Shane McMahon ogłosił, że kolejna walka odbędzie się podczas gali Money in the Bank. 15 maja w odcinku SmackDown Live, Nakamura pokonał Stylesa w walce bez tytułu na szali, dzięki czemu będzie mógł wybrać rodzaj pojedynku mistrzowskiego. Tydzień później zawodnicy spotkali się w ringu, przy czym wywiązała się bijatyka. Ponadto Shinsuke oznajmił, że ich walką będzie Last Man Standing match. 5 czerwca podczas odcinka SmackDown Live odbyło się podpisanie kontraktu na walkę przez zawodników.
Podczas konferencji NBCUniversal Upfront z 14 maja przeprowadzono wywiad z Rondą Rousey, podczas którego pojawiła się posiadaczka WWE Raw Women’s Championship Nia Jax. Mistrzyni wyzwała Rondę do walki podczas gali Money in the Bank, na co pretendentka się zgodziła. Tydzień później obydwie podpisały kontrakt na walkę. 28 maja w odcinku Raw, Jax pobiła nieznaną zawodniczkę w ringu i wykonała swoje charakterystyczne ruchy aby wskazać Rondzie, że tak samo pokona ją podczas gali Money in the Bank. Podczas ataku wyśmiała publikę i przeciwniczkę, wskutek czego stała się antagonistką.
15 maja podczas odcinka tygodniówki SmackDown Live, posiadaczka WWE SmackDown Women’s Championship Carmella celebrowała w ringu podczas segmentu „Mellabration”. W trakcie wygłaszania przemowy do ringu wkroczyła generalna menadżerka brandu SmackDown Paige, która poinformowała mistrzynię, że podczas gali Money in the Bank będzie broniła mistrzostwa w starciu z Asuką.
7 maja w odcinku Raw, Jinder Mahal spowodował porażkę Romana Reignsa w pojedynku kwalifikacyjnym do Money in the Bank ladder matchu. Tydzień później Reigns dwukrotnie zaatakował Mahala na zapleczu, przez co Mahal nie był w stanie wystąpić w swojej walce kwalifikacyjnej. 21 maja podczas odcinka Raw, tuż po tym jak Reigns i Seth Rollins pokonali Mahala i Kevina Owensa, Mahal zaatakował celebrujące duo stalowym krzesełkiem. Kilkanaście minut później ogłoszono, że podczas gali Money in the Bank, Reigns zmierzy się z Mahalem w singlowej walce.
22 maja podczas epizodu SmackDown Live, Luke Gallows i Karl Anderson pokonali The Usos stając się pretendentami do WWE SmackDown Tag Team Championship będących w posiadaniu The Bludgeon Brothers.
23 kwietnia podczas odcinka Raw odbyła się walka drużynowa Bobby'ego Lashleya i Brauna Strowmana z Kevinem Owensem i Samim Zaynem, podczas której Lashley wykonał one-handed vertical suplex na Zaynie. Wedle scenariusza Zayn wyjawił, że przez ten atak miał zawroty głowy i nie mógł się zjawić podczas gali Greatest Royal Rumble. Podczas gali Backlash odbył się rewanż obydwu drużyn, który wygrali Lashley i Strowman. 7 maja podczas tygodniówki Raw, Lashley odbył swój wywiad z Renee Young na temat swojej kariery i relacji rodzinnych z trzema siostrami. Dwa tygodnie później Zayn zorganizował komiczny segment w ringu, w którym zaprezentował trzy „siostry” Lashleya (trzech męskich aktorów przebranych w stroje kobiet), które wyśmiały swojego „brata”; po chwili do ringu wkroczył Lashley i został zaatakowany przez całą czwórkę. 28 maja ogłoszono, że Zayn i Lashley zawalczą ze sobą podczas gali Money in the Bank.
28 maja podczas odcinka Raw, Seth Rollins przerwał występ Eliasa w ringu i zmusił go do opuszczenia go. Po walce Rollinsa z Jinderem Mahalem, Elias uderzył gitarą w plecy celebrującego Rollinsa. Trzy dni później ogłoszono, że podczas gali Money in the Bank, Rollins będzie bronił swojego Intercontinental Championship w starciu z Eliasem.

## Lista walk
| Nr                                 | Wyniki | Stypulacje                                                                                       | Czas  |
| ---------------------------------- | --- | ------------------------------------------------------------------------------------------------ | ----- |
| 1                                  | The Bludgeon Brothers (Harper i Rowan) (c) pokonali Luke'a Gallowsa i Karla Andersona                                  | Tag team match o WWE SmackDown Tag Team Championship                                             | 7:00  |
| 2                                  | Daniel Bryan pokonał Big Cassa poprzez submission                                                                      | Singles match                                                                                    | 16:19 |
| 3                                  | Bobby Lashley pokonał Samiego Zayna                                                                                    | Singles match                                                                                    | 6:35  |
| 4                                  | Seth Rollins (c) pokonał Eliasa                                                                                        | Singles match o WWE Intercontinental Championship                                                | 17:00 |
| 5                                  | Alexa Bliss pokonała Becky Lynch, Charlotte Flair, Ember Moon, Lanę, Naomi, Natalyę i Sashę Banks                      | Money in the Bank ladder match o kontrakt na walkę o kobiece mistrzostwo                         | 18:30 |
| 6                                  | Roman Reigns pokonał Jindera Mahala (z Sunilem Singhem)                                                                | Singles match                                                                                    | 15:44 |
| 7                                  | Carmella (c) pokonała Asukę                                                                                            | Singles match o WWE SmackDown Women’s Championship                                               | 11:10 |
| 8                                  | AJ Styles (c) pokonał Shinsuke Nakamurę                                                                                | Last Man Standing match o WWE Championship                                                       | 31:15 |
| 9                                  | Ronda Rousey pokonała Nię Jax (c) przez dyskwalifikację                                                                | Singles match o WWE Raw Women’s Championship                                                     | 11:05 |
| 10                                 | Alexa Bliss pokonała Nię Jax (c)                                                                                       | Singles match o WWE Raw Women’s Championship Bliss wykorzystała swój kontrakt Money in the Bank. | 0:35  |
| 11                                 | Braun Strowman pokonał Bobby'ego Roode'a, Finna Bálora, Kevina Owensa, Kofiego Kingstona, Ruseva, Samoa Joe i The Miza | Money in the Bank ladder match o kontrakt na walkę o światowe mistrzostwo                        | 19:53 |
| (c) – mistrz/mistrzyni przed walką | |                                                                                                  |       |